# Songs of Loss and Separation
Songs of Loss and Separation – drugi album amerykańskiego projektu muzycznego Times of Grace, współtworzonego przez Adama Dutkiewicza oraz Jessego Leacha, którego premiera miała miejsce w dniu 16 lipca 2021 nakładem Wicked Good Records.
Materiał na płytę został nagrany w Wicked Good Studios, Mainline Recording Studios, Signature Sound, zmiksowany w Wicked Good Studios, a zmasterowany w Sterling Sound. Duet twórców zdecydował się na wydanie albumu sposobem niezależnym w ramach założonej przez siebie wytwórni.

## Lista utworów
1. „The Burden Of Belief” – 5:39
2. „Mend You” – 4:16
3. „Rescue” – 3:42
4. „Far From Heavenless” – 6:00
5. „Bleed Me” – 4:16
6. „Medusa” – 6:02
7. „Currents” – 3:53
8. „To Carry The Weight” – 4:03
9. „Cold” – 4:34
10. „Forever” – 6:31

## Teledyski
- „The Burden Of Belief” (2021, reż. Nick Hipa)[13]
- „Medusa” (2021)[14]
- „Rescue” (2021)[15]
- „Mend You” (2021, reż. Nick Hipa)[16]

## Twórcy
- Jesse Leach – śpiew, słowa
- Adam Dutkiewicz – gitara, muzyka, słowa, produkcja muzyczna, inżynieria dźwięku, miksowanie
- Dan Gluszak – perkusja

Inni współpracownicy
- Tom Bejgrowicz – kierunek artystyczny, projekt, układ
- Ted Jensen – mastering
- John McCormack – obraz malarski na okładce